# Tilman Altenburg
Tilman Altenburg (* 1959 in Hamburg) ist ein deutscher Wirtschaftsgeograph und Autor.

## Leben
Tilman Altenburg studierte an der Universität Hamburg, war 1986–89 wissenschaftlicher Mitarbeiter am Lateinamerika-Institut der FU Berlin in einem Forschungsprojekt über die „Agroindustrielle Entwicklung in Costa Rica“ und promovierte 1991 an der Universität Hamburg zum Thema „Möglichkeiten und Grenzen wirtschaftlich eigenständiger Regionalentwicklung in Peripherräumen Costa Ricas“. Hierbei nutzte er Forschungsergebnisse von einem vierjährigen Aufenthalt in Costa Rica, den die Deutsche Forschungsgemeinschaft (DFG) durch ein Forschungsstipendium gefördert hatte. Anschließend war Altenburg wissenschaftlicher Mitarbeiter an der Philipps-Universität Marburg, bis er 1995 ins Deutsche Institut für Entwicklungspolitik (DIE) in Berlin kam, das 2000 nach Bonn umzog und seit 2022 German Institute of Development and Sustainability (IDOS) heißt. Von 2001 bis 2025 war er Abteilungsleiter, zuletzt Ko-Abteilungsleiter der Forschungsabteilung „Transformation der Wirtschafts- und Sozialsysteme“.
Seit 2024 ist Altenburg auch Professorial Research Fellow des  Centre for Sustainable Structural Transformation an der  University of London-SOAS. Er ist Mitinitiator und Koordinator des internationalen Forschungsnetzwerks  Sustainable Global Supply Chains und arbeitet seit 2020 in der Lenkungsgruppe des  Global Research Consortium on Economic Structural Transformation mit.

## Forschung
Die Forschung von Tilman Altenburg befasst sich mit der wirtschaftlichen Entwicklung in Lateinamerika, Asien und Afrika, vor allem zu Wettbewerbsfähigkeit, Strukturpolitik und Innovationspolitik. Im Mittelpunkt seiner Forschung steht die Frage, wie Länder mit niedrigem und mittlerem Einkommen eine Wirtschaftspolitik gestalten können, die es ihnen ermöglicht, ihre Position in der Weltwirtschaft auf eine Weise zu verbessern, die sozial integrativ und ökologisch nachhaltig ist.
Mit seiner Forschung leistete Altenburg Beiträge zum Konzept der Systemischen Wettbewerbsfähigkeit', zur Bedeutung von Clusters und internationalen 'Wertschöpfungsketten' in der nachholenden Entwicklung, den Erfolgsbedingungen von Strukturpolitik in Ländern mit niedrigem und mittlerem Einkommen gelegt und vor allem die Grundzüge einer Grünen Strukturpolitik geprägt.
Altenburg kooperierte unter anderem mit Dani Rodrik (Harvard-Universität), Hubert Schmitz (Institute of Development Studies der Universität Sussex), Wim Naudé (RWTH Aachen, London School of Economics), Carlo Pietrobelli (Universität Oxford) und Wilfried Lütkenhorst (United Nations Industrial Development Organization / UNIDO).

## Politikberatung
Altenburg berät deutsche Ministerien und internationale Organisationen wie die Weltbank, UNDP, UNCTAD und UNIDO. Seit 2023 ist er Mitglied des deutschen Nationalen Wasserstoffrates und seit 2018 Kovorsitzender der Arbeitsgruppe "Trade und Competitiveness" der Green Growth Knowledge Platform.

## Öffentlichkeitsarbeit und Medien
1983 veröffentlichte Altenburg mit Susanne Schmidt und Justus Fenner das „Schwarzbuch Hamburg – Dritte Welt“, eine kritische Recherche über den Hamburger Hafen und die Geschäftsbeziehungen von Hamburger Firmen mit Entwicklungsländern, die dortigen Produktionsbedingungen und den Handel mit Kaffee, Kakao und Futtermitteln, Rüstungsexporte und den Verkauf von verbotenen Pestizide. Das Buch war so erfolgreich, dass Tilman Altenburg, Susanne Schmidt und Justus Fenner Abendveranstaltungen zu den genannten Themen organisierten und eine alternative Hafenrundfahrt anboten. Bis heute existiert die Alternative Hafenrundfahrt, in der sich immer neue Personen engagieren.
2015 produzierte Altenburg den Dokumentarfilm „1.5 - Stay Alive“ mit dem Regisseur Lucian Segura, in dem Wissenschaftler und Anwohner der Karibik ausführen, welche Folgen die Erderwärmung und der hiermit verbundene Anstieg des Meeresspiegels insbesondere für die Menschen Biodiversität, Weltfischbestände und Küstenschutz hätten. Der Film zeigt karibische Kontraste, von Haiti und Trinidad bis Florida und New Orleans und zeigt, wie sich Musiker unterschiedlicher Stilrichtungen des Problems annehmen.

## Publikationen
- China's leapfrogging in electromobility: a story of green transformation driving catch-up and competitive advantage, in: Technological Forecasting and Social Change 183, Article 121914, 2022 [mit Nicoletta Corrocher und Franco Malerba]
- Latecomer development in a “greening” world: introduction to the special issue, in: World Development 135, Article 105084, 2020 [mit Anna Pegels]
- Green industrial policy: accelerating structural change towards wealthy green economies, in: Tilman Altenburg / Claudia Assmann (Hrsg.), Green industrial policy: concept, policies, country experiences, Geneva and Bonn: UN Environment; German Development Institute / Deutsches Institut für Entwicklungspolitik (DIE), 1–20, 2017 [mit Dani Rodrik]
- Sustainability-oriented innovation systems in China and India, Abingdon, UK: Routledge 2016 [Hrsg.]
- Industrial policy in developing countries: failing markets, weak states, Cheltenham: Elgar 2015 [mit Wilfried Lütkenhorst]
- Rent management: the heart of Green Industrial Policy, in: New Political Economy 20(6), 812–831, 2015 [mit Hubert Schmitz und Oliver Johnson]
- Can industrial policy work under neopatrimonial rule? in: Adam Szirmai / Wim Naudé / Ludovico Alcorta (Hrsg.), Pathways to industrialization in the twenty-first century: new challenges and emerging paradigms, Oxford: Oxford Univ. Press, 345–372, 2013
- Breakthrough? China's and India's transition from production to innovation, in: World Development 36(2), 325–344, 2008 [mit Andreas Stamm und Hubert Schmitz]
- The "New Minimalist Approach" to private-sector development: a critical assessment, in: Development Policy Review 24(4), 387–411, 2006 [mit Christian von Drachenfels]
- Productivity enhancement and equitable development: the challenge for SME development, Vienna: United Nations Industrial Development Organization 2006 [mit Ute Eckhardt]
- How to promote clusters: policy experiences from Latin America, in: World Development 27(9), 1693–1713, 1999 [mit Jörg Meyer-Stamer]
- Building systemic competitiveness: concept and case studies from Mexico, Brazil, Paraguay, Korea and Thailand, Berlin: Deutsches Institut für Entwicklungspolitik, 1998 [mit Wolfgang Hillebrand und Jörg Meyer-Stamer]
- Promoting ancillary industries in developing countries, in: Small Enterprise Development 8, 24–33, 1998
- Schwarzbuch Hamburg-Dritte Welt, Hamburg 1983 [mit Justus Fenner und Susanne Schmidt]
- Amphibien und Reptilien: Bestimmungsschlüssel, Göttingen: Deutscher Jugendbund für Naturbeobachtung 1975 [mit Geraldo Ihssen]